# Hiun
Cette page contient des caractères spéciaux ou non latins. S’ils s’affichent mal (▯, ?, etc.), consultez la page d’aide Unicode.
Hiun, հիւն en arménien ([hʏn]), est la 34e lettre de l'alphabet arménien.

## Linguistique
Hiun est utilisé pour représenter le son de :
- en arménien classique, [w] ;
- en arménien moderne (oriental et occidental), [v].

Dans la norme ISO 9985, la lettre est translittérée par « w ».

## Représentation informatique
- Unicode[1] :
  - Capitale Ւ : U+0552
  - Minuscule ւ : U+0582